# Schubert Gambetta
Schubert Gambetta est un footballeur uruguayen né le 14 avril 1920 à Montevideo et mort le 9 août 1991. Il était défenseur et remporta la Coupe du monde de football de 1950 avec l'équipe d'Uruguay de football.

## Biographie
Il fit l'essentiel de sa carrière au Club Nacional de Football où il remporta dix fois le championnat d'Uruguay de football : 1940, 1941, 1942, 1943, 1946, 1947, 1950, 1952, 1955 et 1956. 
Il totalise 36 sélections avec la Celeste pour 3 buts marqués entre 1941 et 1952. Il a remporté la Copa América 1942 puis la Coupe du monde de football de 1950. Il prit part à la « finale » contre le Brésil et disputa la rencontre précédente contre la Suède. 
Il a participé à quatre Copa América : 1941, 1942, 1945, 1947. Lors de la Copa América 1945 il fut expulsé à deux reprises : le 15 février 1945 lors du match Uruguay-Colombie puis le 18 février 1945 lors du match Chili-Uruguay. 
Le joueur était toutefois fair-play. Le 5 septembre 1948 lors du Clasico Nacional-Penarol, l'arbitre expulsa, Walter Gómez, joueur du Peñarol et accorda un penalty. L'expulsion lui paraissant injuste il rata volontairement le penalty.

## Carrière
- 1940-1948 :  Club Nacional de Football
- 1949 :  Cúcuta Deportivo
- 1950-1956 :  Club Nacional de Football

## Palmarès
- Vainqueur de la Coupe du monde de football de 1950
- Vainqueur de la Copa América 1942
- Champion d'Uruguay en 1940, 1941, 1942, 1943, 1946, 1947, 1950, 1952, 1955 et 1956.